# Ripon
För andra betydelser, se Ripon (olika betydelser).

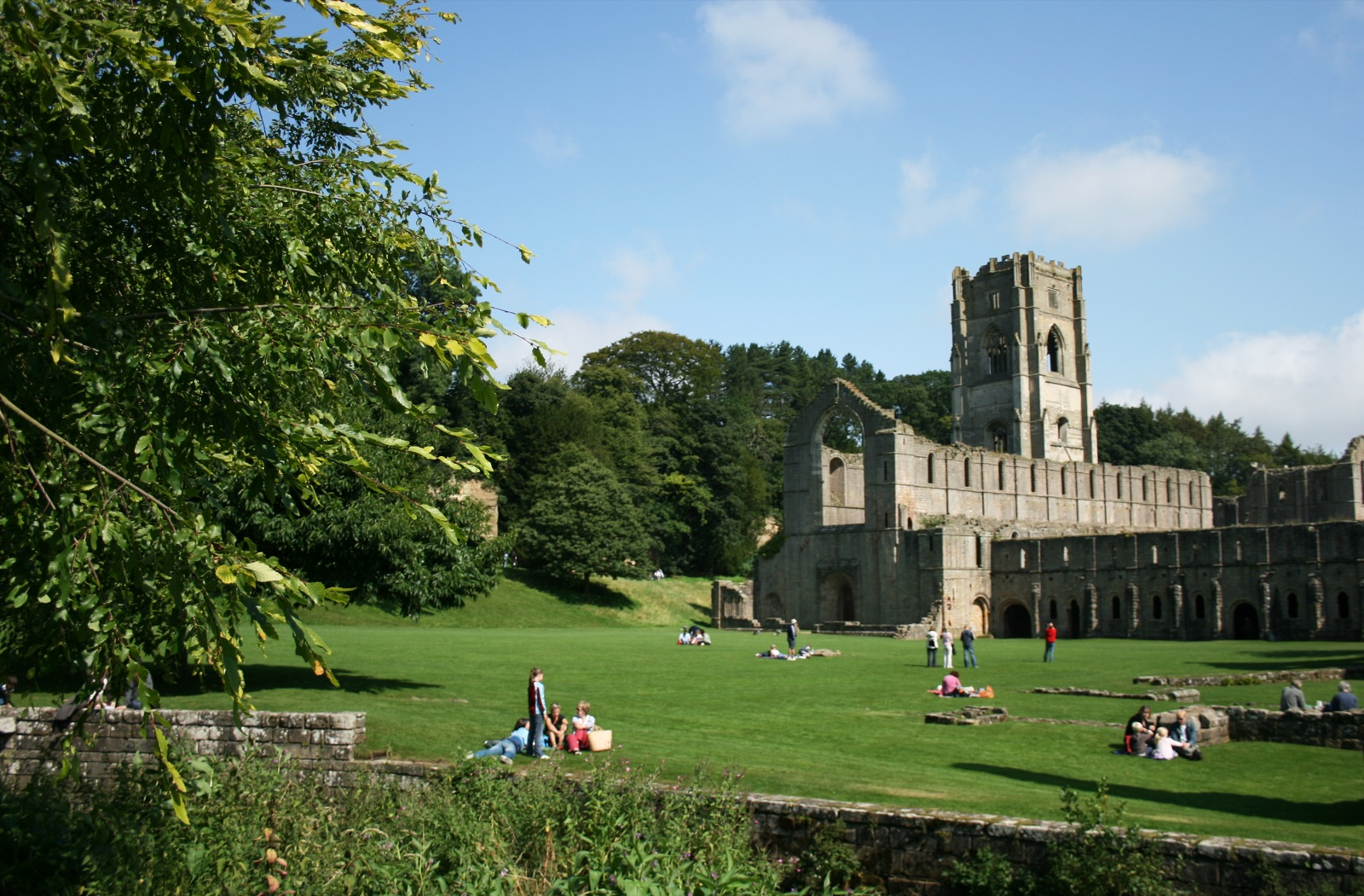
Klosterruinerna Fountains Abbey utanför Ripon.

Ripon är en stiftsstad och civil parish belägen i kommunen North Yorkshire i grevskapet North Yorkshire, England. Den är med drygt sextontusen invånare Englands tredje minsta stad (city). Historiskt sett tillhörde den Yorkshires västra treding och är mest känd för sin katedral, som är domkyrka för Ripons och Leeds stift inom Engelska kyrkan. Domkyrkan härstammar dock från 672, då den började byggas som klosterkyrka av ärkebiskopen Sankt Wilfrid av York. Strax utanför Ripon ligger ruinerna efter klostret Fountains Abbey.

## Historia
Staden är en av Englands äldsta städer och är över 1 300 år gammal. Den kallades från början Inhrypum och grundades av Sankt Wilfrid under tidsepoken då Kungadömet Northumbria existerade.